# Holmes Rock (Wilkesland)
Der Holmes Rock ist eine kleine Felseninsel vor der Budd-Küste des ostantarktischen Wilkeslands. In der Gruppe der Balaena-Inseln liegt sie 2,3 km südwestlich von Thompson Island.
Das Antarctic Names Committee of Australia benannte sie nach Leslie Holmes, Funker an Bord der des britischen Fabrikschiffs Balaena, von dem aus im Jahr 1947 die Budd- und die Knox-Küste kartiert wurde.